# Estrela Negra de Bolama
Ne doit pas être confondu avec Estrela Negra de Bissau.
Le Estrela Negra de Bolama est un club bissau-guinéen de football basé à Bolama.